# Lucida (bướm nhảy)
Lucida là một chi bướm ngày thuộc họ Bướm nâu.

## Hình ảnh